# ポール・ヴァリオ

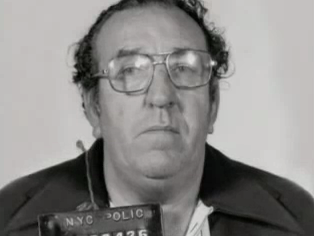
ポール・ヴァリオのマグショット

ポール・ヴァリオ（Paul Vario, 1914年7月9日 - 1988年11月22日）はルッケーゼ一家の幹部。身長6フィート、体重240ポンド以上の大男。通称"ポーリー"(Paulie)。映画「グッドフェローズ」の登場人物ポーリー・シセロ（ポール・シセロ）のモデル。
ニューヨーク出身。暴利金融、強盗、脱税、賄賂、ノミ行為、侮辱罪などで逮捕された経験がある。ブラインズヴィル・イースト・ニューヨーク地区（この地区はギャングが仕切っていたため治安が良く犯罪は少なかった）を牛耳っていた。いくつかの合法的商売も仕切っていた。
彼の兄のレニー・ヴァリオ（元密売人）はラッキー・ルチアーノと一緒に逮捕されたことがあるという。彼はそのことを名誉と誇っていた。
ルッケーゼ一家の中でも武闘派のグループで、彼自身凶暴な性格であった。
ポーリーは会議が嫌いで問題が起きても1対1で話す人間だった。警察には言えない事も解決し、ギャングの警察のような役割をしていた。詐欺師から商売人までいろんな人間が彼を頼っていた。ポーリーはそうした人間を保護する代わりに上納金を受け取っていた。汚職警察を丸め込んでいたし、弁護士や実業家を通じて政治家ともつながっていた。
刑務所全体を買収したことでも捕まっている。その時所長と看守合わせて10人以上が起訴されたという。
部下としてジミー・バークなどの武闘派を抱えており、彼らはヴァリオ・クルーと呼ばれていた。ヴァリオは部下たちには麻薬を禁止していた。そのため構成員で麻薬取引をしている者はいなかったが、後に破門を言い渡す事になる構成員のヘンリー・ヒルは一家の掟を破り麻薬取引をしていた。ヴァリオの一味は偽造クレジットカードを作っていたことが後の捜査で分かった。
警察の盗聴を恐れて自宅には電話を置いていなかった。この方法は過去にカルロ・ガンビーノもやっていた。
1973年に脱税の容疑で懲役6年の判決を受けたが2年後に出所。しかし、バーク、ヒルらが起こしたルフトハンザ強奪事件の後、麻薬取引が露見したため破門したヒルが裁判で証言し、ヴァリオは1984年4月3日に1万ドルの罰金と4年の刑を受けた。4年後の1988年、テキサス州タラント郡の刑務所で死去。ニューヨークのセント・ジョーンズ墓地に埋葬された。